# Суддя земський кременецький
Суддя земський кременецький — урядник земський у Кременецькому повіті Великого князівства Литовського та Королівства Польського Речі Посполитої, очільник кременецького земського суду.

## Історія та обов'язки уряду
Уряд судді земського кременецького був упроваджений 1565 року на підставі Бєльського привілею 1564 року. Цей уряд у ієрархії «земських диґнітаріїв» Кременецького повіту був спочатку третім після підкоморія, після 1589 року — другим.
Кандидат на посаду судді повинен бути уродженцем Великого князівства Литовського (пізніше — Речі Посполитої), шляхтичем християнського віросповідання, який володіє нерухомістю у повіті та є тут осілим, знає державні закони і не займає інших службових посад, є письменним і добропорядним. Він складав присягу судити сумлінно та справедливо, незважаючи на жодні обставини.
Суддя у земському суді розглядав справи, що стосувалися прав осілої шляхти повіту (фактично — цивільні справи) переважно з земельних питань, окрім злочинів, які були підсудними гродським судам, з так званих артикулів гродських. Суддю обирали пожиттєво на повітовому з'їзді (сеймику) шляхти з чотирьох кандидатів, потім його затверджував великий князь, а з 1569 року — король. Він отримував винагороду від учасників судових справ з оплат за виконання судових прерогатив і від діяльності земської судової канцелярії. Разом із суддею у кременецькому земському суді також засідали підсудок земський і земський писар.
Згідно з ухвалою Чотирирічного сейму 1792 року були ліквідовані земські, гродські та підкоморські суди, натомість були впроваджені зем'янські суди. На сеймику повітовому кременецькому та надслучанському 19 лютого 1792 року були обрані та склали присягу 10 суддів зем'янських. Проте після Тарговицької конфедерації та другого поділу Речі Посполитої всі ухвали Чотирирічного сейму були нівельовані. За рішенням Гродненського сейму 1793 року, були знову введені земські суди. У лютому 1794 року відбулися вибори до нового кременецького земського суду, на яких було обрано 5 суддів. На сеймику у Кременці 13 квітня 1795 року відбулися додаткові вибори суддів земського суду, де було обрано 5 суддів, причому двох суддів, обраних попереднього разу, було переобрано знову. Проте, восени цього ж року, внаслідок третього поділу Речі Посполитої, цей уряд був остаточно ліквідований.

## Список суддів земських кременецьких[9]
- Андрій Юхнович Кунєвський (Єлович) (1565-1577);
- Антоній Гнівошович Єловицький (1577-1589);
- Януш Жабокрицький (1590-1615);
- Самуель Ледуховський (1615-1640);
- Данило Єловицький (1640-1641);
- Ян Гораїн (Горайн; 1640-1643);

Уряд був вакантним до 1644 року.
- Ян Ярмолинський[pl] (1644-1654);

Уряд був вакантним протягом 1654-1660 років.
- Марцін Ледуховський (1660-1667);

Уряд був вакантним протягом 1667-1670 років.
- Самуель Ледуховський (1670-1674);

Уряд був вакантним протягом 1674-1676 років.
- Ян Мокосій Дениско Матвійовський (1676-1678);

Уряд був вакантним протягом 1678-1699 років.
- Ян Ледуховський (1699-1712);

Уряд був вакантним протягом 1712-1722 років.
- Феліціян Борша Жевєцький (Джевєцький, Деревецький)[pl] (1722-1761);
- Андрій Вилежинський (1761-1762);

Уряд був вакантним протягом 1762-1765 років.
- Юзеф Борша Жевєцький[pl] (Джевєцький, Деревецький; 1765-1777);
- Павло Бейзим[pl] (1777-1792);

1792 року до новоствореного зем'янського суду були обрані 10 суддів:
- Іґнацій Кадлубіський;
- Матеуш Владислав Оздоба Дзєгцєвський (пол. Dziegciewski);
- Павло Куфел Кондрацький;
- Гедеон Бейнар;
- Мацей Кондрацький;
- Фелікс Островський;
- Людвік Дунін-Борковський[pl];
- Іґнацій Прушинський;
- Казимир Жевєцький (Джевєцький, Деревецький);
- Казимир Хобжинський.

У лютому 1794 року до відновленого земського суду були обрані 5 суддів:
- Фелікс Камєнський;
- Фелікс Островський;
- Вінцент Батьковський;
- Даніель Ян Малаховський[pl];
- Франциск Цєлецький.

13 квітня 1795 року до цього ж суду були знову обрані 5 суддів:
- Фелікс Камєнський;
- Даніель Ян Малаховський[pl];
- Юзеф Бурчимух Камєнський;
- Войцех Ольшевський;
- Кароль Карвовський.

Окрім них суддею 1795 року був також Гедеон Бейнар.